# Freddie Hubbard
Frederick Dewayne (Freddie) Hubbard (Indianapolis (Indiana), 7 april 1938 – Sherman Oaks (Californië), 29 december 2008) was een Amerikaanse jazztrompettist.

## De beginperiode
In zijn jeugd had Hubbard contact met verschillende muzikanten in zijn geboortestad Indianapolis, onder wie Wes Montgomery en diens broers. Chet Baker had al vroeg invloed op Hubbard, hoewel Hubbard al snel voor de aanpak van Clifford Brown (en diens voorlopers: Fats Navarro en Dizzy Gillespie) koos.

## New York en Blue Note
Hubbards jazzcarrière nam een serieuze aanvang toen hij in 1958 naar New York verhuisde. Daar werkte hij onder anderen met Sonny Rollins, Slide Hampton, J. J. Johnson, Bill Evans, Philly Joe Jones, Hank Mobley, Oliver Nelson, en Quincy Jones. Hij trok de aandacht toen hij in het baanbrekende hard bop ensemble Art Blakey and the Jazz Messengers speelde, en is te horen op albums als Mosaic, Buhaina's Delight, en Free For All. In 1964 verliet hij de Messengers om zijn eigen band te leiden. Hij behield vanaf toen een gewaardeerde status die hem toeliet enkel als bandleider of special guest te werken, nooit als sideman.
Samen met twee andere trompettisten geboren in 1938, Lee Morgan (gestorven in 1972) en Booker Little (gestorven in 1961), oefende Hubbard een grote invloed uit op de richting die jazz uitging in de jaren zestig. Hij werkte mee aan een groot aantal opnames voor Blue Note Records: acht albums als bandleider, en achtentwintig als sideman. De meeste van deze opnames worden beschouwd als klassiekers. Hubbard werkte als muzikant mee aan klassieke albums zoals Speak No Evil van Wayne Shorter en Maiden Voyage van Herbie Hancock. Hubbard is te horen op enkele vroege mijlpalen van de avant-garde jazz (Ornette Colemans Free Jazz: A Collective Improvisation, Eric Dolphy's Out to Lunch en John Coltrane's Ascension), maar hij omarmde de free jazz nooit volledig, hoewel het zijn manier van spelen wel beïnvloed heeft.

## Atlantic - CTI - Columbia
Nadat hij Blue Note verliet, maakte Hubbard opnames voor Atlantic Records en werd zijn stijl iets commerciëler. Het volgende label waarvoor hij opnam was CTI Records, waar hij zijn meest bekende werken opnam, Red Clay, First Light, en Sky Dive. Rond 1970 was hij door zijn vurige, melodische improvisatie en zijn fenomenale techniek gevestigd als misschien wel de leidende trompettist van die dagen, maar een reeks commercieel georiënteerde smooth jazz-albums veroorzaakten wat negatieve kritiek. Daarenboven werd zijn emotionele instabiliteit op het podium een probleem. (Op een bekende opname waarop Hubbard met Blakey in Europa speelt kan men horen dat de trompettist roept naar het publiek, vloekt, huilt, en het podium verlaat.) Nadat hij tekende bij Columbia Records, werden Hubbards albums bijna uitsluitend commercieel van inslag. Toch toerde Hubbard in 1976 met de band V.S.O.P., geleid door Herbie Hancock, die onvervalste jazz bracht in de stijl van het Miles Davis Quintet uit de jaren zestig (waarbij Hubbard de plaats van Davis innam).

## De jaren 80 tot aan zijn overlijden
In de jaren 80 gingen de projecten van Hubbard heen en weer tussen een rechttoe-rechtaan-stijl en een meer commerciële stijl. Hubbard maakte opnames voor verschillende labels waaronder Sweet Return van Joan Cartwright op Atlantic, Pablo Records, Fantasy, Elektra/Musician, en het opnieuw tot leven gewekte Blue Note label. De iets jongere Woody Shaw was Hubbards belangrijkste jazz-tegenhanger, en de twee maakten uiteindelijk samen drie opnames. Hubbards samenwerking met  Joe Henderson, Chick Corea, Stanley Clarke en Lenny White in het Griffith Park Collective was echter maar een kort leven beschoren.
Na langdurige gezondheidsproblemen en een ernstige kwetsuur aan zijn lip in 1992 trad Hubbard soms nog op en maakt hij bij tijd en wijle opnames. Hij legde zichzelf niet meer het hoge tempo op dat hij aanhield in zijn vroegere carrière.
Freddie Hubbard overleed op zeventigjarige leeftijd na complicaties voortvloeiende uit een hartaanval.

## Discografie (gedeeltelijk)
- Open Sesame (1960)
- Goin' Up (1960)
- Hup cap (1961)
- Ready for Freddie (1961)
- Hub-Tones (1962)
- The Body and The Soul (1963)
- Breaking point (1964)
- Blue Spirits (1966)
- Backlash (1966)
- Red Clay (1970)
- Straight Life (1970)
- First Light (1971)
- Sky Dive (1972)
- Windjammer (1976)
- Bundle of Joy (1977)
- Super Blue (1978)
- The Love Connection (1979)
- Keystone Bop/A Little Night Music/Classics (1981)
- Born to be Blue ( 1982 ) Pablo Today
- Sweet Return (1985)
- Double Take (met Woody Shaw) (1985)
- The Eternal Triangle (met Woody Shaw) (1987)